# Список Героев Социалистического Труда (Квакуша — Киптев)
Эта страница является частью списка Героев Социалистического Труда и перечисляет в алфавитном порядке лиц, удостоенных звания Героя Социалистического Труда, чьи фамилии начинаются с буквы «К», от Квакуша до Киптев.
- Список не включает дважды и трижды Героев Социалистического Труда, а также лиц, лишённых этого звания.
- Список содержит информацию о датах жизни, роде деятельности и дате присвоения звания Героя.
- Герои, удостоенные звания посмертно, выделены в списке  серым цветом .
- Герои, сменившие фамилию после присвоения звания, приводятся в списках дважды, при этом строка с новой фамилией выделяется  бежевым цветом  и не имеет номера.

## Список людей, фамилии которых начинаются с «К»
| Навигационная таблица | Навигационная таблица |
| --------------------- | --------------------- |
| «К»                   | Кабаидзе — Капычина   |
| «К»                   | Кара — Каюшкина       |
| «К»                   | Квакуша — Киптев      |
| «К»                   | Киракосян — Князькин  |
| «К»                   | Кобаидзе — Колядо     |
| «К»                   | Команов — Корякина    |
| «К»                   | Косарев — Коюнлиев    |
| «К»                   | Кравец — Ксоврели     |
| «К»                   | Куандыков — Кулян     |
| «К»                   | Кумаков — Кяяник      |

| №   | Фамилия, имя, отчество                       | Даты жизни              | Деятельность | Дата присвоения | ГС         |
| --- | -------------------------------------------- | ----------------------- | --- | --------------- | ---------- |
| 1   | Квакуша Николай Степанович                   | род. 10.05.1930         | Бригадир колхоза «Большевик» Горностаевского района Херсонской области | 23.06.1966      | [ ГС 1 ]   |
| 2   | Квантришвили Арсен Шалвович                  | 1929 — ????             | Колхозник колхоза села Алаверди Зестафонского района Грузинской ССР | 02.04.1966      | [ ГС 2 ]   |
| 3   | Квантришвили Ведий Георгиевич                | 1892 — ????             | Звеньевой колхоза имени Микояна Зестафонского района Грузинской ССР | 09.08.1949      | [ ГС 3 ]   |
| 4   | Квантришвили Георгий Архипович               | 1911 — ????             | Бригадир колхоза имени Микояна Зестафонского района Грузинской ССР | 09.08.1949      | [ ГС 4 ]   |
| 5   | Квантришвили Григорий Гедеонович             | 16.04.1909 — ????       | Бригадир колхоза имени Микояна Зестафонского района Грузинской ССР | 09.08.1949      | [ ГС 5 ]   |
| 6   | Квантришвили Николай Афрасионович            | 1923 — ????             | Звеньевой колхоза имени Микояна Зестафонского района Грузинской ССР | 09.08.1949      | [ ГС 6 ]   |
| 7   | Квантришвили Пётр Леванович                  | 1923 — ????             | Звеньевой колхоза имени Микояна Зестафонского района Грузинской ССР | 09.08.1949      | [ ГС 7 ]   |
| 8   | Квапель Лина Генриховна                      | 08.06.1910 — 16.09.1973 | Звеньевая виноградарского совхоза «Судак» Министерства промышленности продовольственных товаров СССР, Судакский район Крымской области | 22.02.1955      | [ ГС 8 ]   |
| 9   | Кварацхелия Александр Ильич                  | 13.05.1909 — ????       | Секретарь Цхакаевского райкома Компартии (большевиков) Грузии | 21.02.1948      | [ ГС 9 ]   |
| 10  | Кварацхелия Александр Тимофеевич (Кимотевич) | 1922 — 28.09.1993       | Заведующий районным отделом сельского хозяйства Гальского района Абхазской АССР | 21.02.1948      | [ ГС 10 ]  |
| 11  | Кварацхелия Дзика Ростомович                 | 1895 — ????             | Звеньевой колхоза «Чита Чхория» Гальского района Абхазской АССР | 21.02.1948      | [ ГС 11 ]  |
| 12  | Кварацхелия Михаил Васильевич                | 1910 — ????             | Секретарь Цаленджихского райкома Компартии (большевиков) Грузии | 21.02.1948      | [ ГС 12 ]  |
| 13  | Квариани Теофан Глахуевич                    | 1892 — ????             | Звеньевой колхоза «Гантиади» Цагерского района Грузинской ССР | 09.08.1949      | [ ГС 13 ]  |
| 14  | Кварцхава Дмитрий Николаевич                 | 1900 — ????             | Звеньевой колхоза имени Берия Теклатского сельсовета Цхакаевского района Грузинской ССР | 21.02.1948      | [ ГС 14 ]  |
| 15  | Кварцхава Константин Бахваевич               | 1917 — ????             | Звеньевой колхоза имени Андреева Гальского района Абхазской АССР | 21.02.1948      | [ ГС 15 ]  |
| 16  | Квасницкий Алексей Владимирович              | 12.02.1900 — 27.11.1989 | Заведующий кафедрой анатомии и физиологии сельскохозяйственных животных Полтавского сельскохозяйственного института, академик Академии наук Украинской ССР | 22.03.1966      | [ ГС 16 ]  |
| 17  | Квачадзе Александр Сиоевич                   | 1909 — ????             | Главный агроном Салибаурского совхоза имени Сталина Министерства сельского хозяйства СССР, Батумский район Аджарской АССР | 01.09.1951      | [ ГС 17 ]  |
| 18  | Квачадзе Владимир Евсеевич                   | 03.04.1904 — 1977       | Бригадир Салибаурского совхоза имени Сталина Министерства сельского хозяйства СССР, Батумский район Аджарской АССР | 01.09.1951      | [ ГС 18 ]  |
| 19  | Квачадзе Елена Ивановна                      | 1917 — ????             | Колхозница колхоза имени Махарадзе Махарадзевского района Грузинской ССР | 01.09.1951      |            |
| 20  | Квачахия Владимир Михердович                 | 1891 — ????             | Звеньевой колхоза «Советская Абхазия» Гальского района Абхазской АССР | 21.02.1948      | [ ГС 19 ]  |
| 21  | Квачахия Чоколи Ночоевич                     | 1898 — 06.11.1972       | Бригадир колхоза имени Ленина Гальского района Абхазской АССР | 21.02.1948      | [ ГС 20 ]  |
| 22  | Квашина Мария Ивановна                       | 29.10.1928 — 20.02.2013 | Гальваник Харьковского завода «Коммунар» Министерства общего машиностроения СССР | 12.08.1976      | [ ГС 21 ]  |
| 23  | Квашнин Константин Сергеевич                 | 01.01.1914 — 1966       | Токарь завода № 19 Пермского совета народного хозяйства | 17.06.1961      | [ ГС 22 ]  |
| 24  | Квашнина Галина Петровна                     | 05.09.1919 — 10.10.2002 | Врач поликлиники № 67, гор. Москва | 04.02.1969      | [ ГС 23 ]  |
| 25  | Квеквескири Владимир Сатович                 | 1890 — 02.1963          | Звеньевой колхоза имени Берия Очемчирского района Абхазской АССР | 21.02.1948      | [ ГС 24 ]  |
| 26  | Квеквеция Павел Виссарионович                | 1899 — ????             | Председатель исполнительного комитета Гагрского районного Совета депутатов трудящихся, Абхазская АССР | 21.02.1948      | [ ГС 25 ]  |
| 27  | Квиникадзе Иван Павлович                     | 1882 — ????             | Звеньевой колхоза «Цители схиви» Лашиского сельсовета Орджоникидзевского района Грузинской ССР | 09.08.1949      | [ ГС 26 ]  |
| 28  | Квирикашвили Варлам Самсонович               | 1901 — ????             | Председатель колхоза «Имеди» Орджоникидзевского района Грузинской ССР | 05.09.1950      | [ ГС 27 ]  |
| 29  | Квирилашвили Иван Егорович                   | 1901 — ????             | Звеньевой колхоза имени 7 конгресса Коминтерна Гурджаанского района Грузинской ССР | 09.08.1949      | [ ГС 28 ]  |
| 30  | Квирквелия Натела Николаевна                 | 1932 — ????             | Колхозница колхоза «Мебрдзоли» Зугдидского района Грузинской ССР | 29.08.1949      | [ ГС 29 ]  |
| 31  | Квирквелия Юлон Максимович                   | 1892 — ????             | Звеньевой колхоза имени Берия Теклатского сельсовета Цхакаевского района Грузинской ССР | 21.02.1948      | [ ГС 30 ]  |
| 32  | Квиртия Терентий Надаевич                    | 1918 — ????             | Бригадир колхоза имени Махарадзе Гальского района Абхазской АССР | 21.02.1948      | [ ГС 31 ]  |
| 33  | Квиртия Фёдор Батломович                     | 1912 — ???              | Бригадир колхоза имени Берия Гальского района Абхазской АССР | 21.02.1948      | [ ГС 32 ]  |
| 34  | Квирчиладзе Александра Исаковна              | 1918 — ????             | Звеньевая колхоза имени Махарадзе Махарадзевского района Грузинской ССР | 01.09.1951      | [ ГС 33 ]  |
| 35  | Квитка Василий Кириллович                    | 20.08.1927 — 18.02.2015 | Бригадир совхоза «Славяносербский» Коммунарского района Луганской области | 30.04.1966      | [ ГС 34 ]  |
| 36  | Кебурия Валериан Пухулович                   | 1916 — ????             | Бригадир колхоза имени Орджоникидзе Хобского района Грузинской ССР | 03.05.1949      | [ ГС 35 ]  |
| 37  | Кевалишвили Ксения Евгеньевна                | 1926 — ????             | Колхозница колхоза имени Ленина Хобского района Грузинской ССР | 02.04.1966      | [ ГС 36 ]  |
| 38  | Кевхишвили Николай Алексеевич                | 1923 — ????             | Бригадир колхоза села Акура Телавского района Грузинской ССР | 02.04.1966      | [ ГС 37 ]  |
| 39  | Кейдан Альберт Петрович                      | род. 03.07.1943         | Зоотехник-селекционер колхоза имени Кирова Лудзенского района Латвийской ССР | 17.08.1988      | [ ГС 38 ]  |
| 40  | Кейкиев Байгельда                            | 1897—1989               | Председатель колхоза «Кенес-Тюбе» Таласского района Джамбулской области | 23.07.1948      | [ ГС 39 ]  |
| 41  | Келеметов Шухаин Исмаилович                  | 1898 — ????             | Звеньевой Меркенского свеклосовхоза Министерства пищевой промышленности СССР, Меркенский район Джамбулской области | 08.05.1948      | [ ГС 40 ]  |
| 42  | Келль Август Иоганович                       | 25.04.1912 — 18.09.1983 | Директор Пермской МТС Верхне-Муллинского района Молотовской области | 19.03.1948      | [ ГС 41 ]  |
| 43  | Келпш Валентин Валентинович                  | 08.04.1937 — 09.07.2000 | Председатель Научно-технического комитета Управления начальника инженерных войск Министерства обороны СССР, генерал-майор, гор. Москва | 07.05.1987      | [ ГС 42 ]  |
| 44  | Келтаев Сапар                                | 1891 — ????             | Бригадир колхоза «Коммунизм» Ильялинского района Ташаузской области | 30.07.1951      | [ ГС 43 ]  |
| 45  | Кельдыев Махаммады                           | 1910 — ????             | Председатель колхоза имени Хрущёва Денауского района Сурхан-Дарьинской области | 11.01.1957      | [ ГС 44 ]  |
| 46  | Кельдыубаев Оналбай                          | 1901 — ????             | Управляющий фермой овцеводческого совхоза «Меркенский» Министерства совхозов СССР, Меркенский район Джамбулской области | 03.05.1948      | [ ГС 45 ]  |
| 47  | Кемайкин Фрол Сергеевич                      | 28.05.1928 — 06.08.2011 | Бригадир экскаваторщиков Михайловского железорудного комбината Министерства чёрной металлургии СССР, Курская область | 22.03.1966      | [ ГС 46 ]  |
| 48  | Кемашвили Вера Батуровна                     | род. 15.04.1929         | Помощник мастера Тбилисского камвольно-суконного комбината Министерства лёгкой промышленности Грузинской ССР | 02.04.1966      | [ ГС 47 ]  |
| 49  | Кемулария Шалва Лаврентьевич                 | 1926 — ????             | Председатель колхоза имени Кирова Хобского района Грузинской ССР | 22.02.1978      | [ ГС 48 ]  |
| 50  | Кеналь Надежда Лаврентьевна                  | 1924 — 25.10.1996       | Звеньевая колхоза «Коммунар» Улановского района Винницкой области | 28.08.1952      | [ ГС 49 ]  |
| 51  | Кенесов Досымбай                             | 1884 — 21.01.1975       | Старший табунщик колхоза «Путь к коммунизму» Кзыл-Кугинского района Гурьевской области | 23.07.1948      | [ ГС 50 ]  |
| 52  | Кенжаев Курбан                               | род. 1930               | Бригадир совхоза имени 40-летия Октября Кировского района Ферганской области | 01.03.1965      | [ ГС 51 ]  |
| 53  | Кенжаев Шарипбай                             | 1918—2004               | Старший конюх колхоза имени Султанова Бостандыкского района Южно-Казахстанской области | 23.07.1948      | [ ГС 52 ]  |
| 54  | Кенжалин Халилула                            | 1886 — 23.09.1962       | Скотник мясного совхоза «Кудуксайский» Министерства совхозов СССР, Новороссийский район Актюбинской области | 23.07.1948      | [ ГС 53 ]  |
| 55  | Кенжалов Бектурган                           | 03.05.1907 — ????       | Старший чабан совхоза «Жарбулакский» Урджарского района Семипалатинской области | 22.03.1966      | [ ГС 54 ]  |
| 56  | Кенжебаев Джаксы                             | 1887—1984               | Старший чабан совхоза «Гурьевский» Министерства совхозов СССР, Гурьевский район Гурьевской области | 01.12.1949      | [ ГС 55 ]  |
| 57  | Кенжебаев Жусуп                              | 1893 — ????             | Старший табунщик колхоза имени Сталина Аральского района Кзыл-Ординской области | 23.07.1948      | [ ГС 56 ]  |
| 58  | Кенжегулов Бактыгали                         | 1908—1996               | Председатель колхоза имени Ворошилова Джангалинского района Западно-Казахстанской области | 23.07.1948      | [ ГС 57 ]  |
| 59  | Кенженбаев Сагындык                          | 1886 — ????             | Старший чабан колхоза «Кзыл-Ту» Сары-Суйского района Джамбулской области | 23.07.1948      | [ ГС 58 ]  |
| 60  | Кентаев Казымхан                             | 01.12.1936 — 26.09.1994 | Забойщик южного рудника Джезказганского горнометаллургического комбината имени К. И. Сатпаева Министерства цветной металлургии СССР, Карагандинская область | 30.03.1971      | [ ГС 59 ]  |
| 61  | Кербабаев Берды Мурадович                    | 15.03.1894 — 23.07.1974 | Председатель Правления Союза писателей Туркмении, академик Академии наук Туркменской ССР, народный писатель Туркменской ССР, гор. Ашхабад | 14.03.1969      | [ ГС 60 ]  |
| 62  | Кербель Лев Ефимович                         | 07.11.1917 — 19.08.2003 | Скульптор, академик Академии художеств СССР, народный художник СССР, гор. Москва | 26.03.1985      | [ ГС 61 ]  |
| 63  | Керебаев Бляль                               | 01.10.1928 — 04.03.1994 | Старший чабан совхоза «Бурановский» Маркакольского района Восточно-Казахстанской области | 22.03.1966      | [ ГС 62 ]  |
| 64  | Кереев Бакай                                 | 1931 — 13.02.2001       | Дорожный мастер Гурьевской дистанции пути Западно-Казахстанской железной дороги | 03.07.1986      | [ ГС 63 ]  |
| 65  | Керейтбаев Дуйсенбай                         | 1885—1965               | Звеньевой колхоза «Кзыл-Дехкан» Тереньузякского района Кзыл-Ординской области | 20.05.1949      | [ ГС 64 ]  |
| 66  | Кереселидзе Шалва Ясонович                   | 1913 — ????             | Начальник Проблемной научно-исследовательско-конструкторской лаборатории по механизации возделывания чая Грузинского научно-исследовательского института механизации и электрификации сельского хозяйства, гор. Тбилиси                                                     | 08.04.1971      | [ ГС 65 ]  |
| 67  | Керимкулов Ислам                             | род. 1928               | Звеньевой колхоза «Сталинчи» Янги-Юльского района Ташкентской области | 18.05.1949      |            |
| 68  | Керимов Али Аббас оглы                       | род. 01.07.1929         | Бригадир виноградарского совхоза имени Азизбекова Министерства пищевой промышленности СССР, Азербайджанская ССР | 04.09.1950      |            |
| 69  | Керимов Алыш Агаш оглы                       | 22.05.1909 — ????       | Председатель колхоза имени VIII Съезда Советов Астрахан-Базарского района Азербайджанской ССР | 17.08.1950      |            |
| 70  | Керимов Керим Аббас-Алиевич                  | 14.11.1917 — 29.03.2003 | Первый заместитель директора Центрального научно-исследовательского института машиностроения Министерства общего машиностроения СССР, председатель Государственной комиссии по лётным испытаниям пилотируемых космических кораблей, генерал-лейтенант, Московская область   | 04.12.1987      | [ ГС 66 ]  |
| 71  | Керимов Магомед Хизриевич                    | 22.08.1937 — 17.12.2016 | Старший чабан колхоза «Победа» Левашинского района Дагестанской АССР | 06.09.1973      | [ ГС 67 ]  |
| 72  | Керимов Мамед Гасан оглы                     | 1898 — 17.09.1963       | Председатель колхоза «Ватан-Мугарибасы» Акстафинского района Азербайджанской ССР | 21.07.1949      |            |
| 73  | Керимов Мансыр Паша оглы                     | 1930 — ????             | Бригадир колхоза имени Карла Маркса Касум-Исмаиловского района Азербайджанской ССР | 08.04.1971      | [ ГС 68 ]  |
| 74  | Керимов Муса Асад оглы                       | 12.01.1906 — 14.09.1965 | Звеньевой колхоза имени Берия Шемахинского района Азербайджанской ССР | 10.03.1948      |            |
| 75  | Керимов Тофик Алекпер оглы                   | род. 18.06.1930         | Старший оператор-вальцовщик Азербайджанского трубопрокатного завода имени В. И. Ленина Министерства чёрной металлургии СССР, гор. Сумгаит | 22.03.1966      |            |
| 76  | Керимов Юсиф Ханкиши оглы                    | 02.05.1925 — 1995       | Буровой мастер конторы бурения № 1 нефтепромыслового управления «Гюргяннефть» Министерства нефтяной промышленности Азербайджанской ССР | 19.03.1959      |            |
| 77  | Керимова Ашафатьма Кидаят кызы               | 01.07.1929 — 2009       | Звеньевая колхоза имени Ленина Уджарского района Азербайджанской ССР | 17.06.1950      |            |
| 78  | Керимова Башханум Мардан кызы                | 18.01.1920 — ????       | Звеньевая колхоза имени Низами Таузского района Азербайджанской ССР | 21.07.1949      |            |
| 79  | Керимова Гюльбановша Курбан кызы             | 25.04.1918 — ????       | Звеньевая колхоза «Ени-ел» Закатальского района Азербайджанской ССР | 01.07.1949      |            |
| 80  | Керимова Дюйма Кязым кызы                    | 27.02.1927 — 1996       | Звеньевая колхоза имени Низами Таузского района Азербайджанской ССР | 21.07.1949      |            |
| 81  | Керимова Мания Искендер кызы                 | 19.06.1919 — ?          | Звеньевая колхоза имени Ворошилова Касум-Исмаиловского района Азербайджанской ССР | 10.03.1948      | [ ГС 69 ]  |
| 82  | Керимова Севгили Амираслан кызы              | 23.04.1910 — ????       | Звеньевая колхоза имени Низами Таузского района Азербайджанской ССР | 21.07.1949      |            |
| 83  | Керимова Сурая Аббас-Кулу кызы               | 15.02.1922 — 02.08.1993 | Звеньевая колхоза имени Тельмана Агдамского района Азербайджанской ССР | 10.03.1948      | [ ГС 70 ]  |
| 84  | Керко Антонина Степановна                    | 16.12.1925 — 12.10.2010 | Бригадир швейного участка Барановичской трикотажной фабрики Министерства лёгкой промышленности Белорусской ССР, Брестская область | 05.04.1971      | [ ГС 71 ]  |
| 85  | Керопян Кероп Апикович                       | 1925 — ????             | Комбайнёр Гарибджанянской МТС Армянской ССР | 05.08.1952      | [ ГС 72 ]  |
| 86  | Кесаева Ксения Никифоровна                   | 15.02.1919 — 14.12.2007 | Швея-мотористка Орджоникидзевской швейной фабрики имен Кирова Министерства лёгкой промышленности РСФСР, Северо-Осетинская АССР | 05.04.1971      | [ ГС 73 ]  |
| 87  | Кестелова Байчила Иркитовна                  | 30.04.1917 — 26.06.1967 | Чабан колхоза «Ленинский наказ» Усть-Канского района Горно-Алтайской автономной области | 07.03.1960      | [ ГС 74 ]  |
| 88  | Кесьян Карекин Минасович                     | 1892 — ????             | Бригадир колхоза «Большевик» Гагрского района Абхазской АССР | 03.07.1950      | [ ГС 75 ]  |
| 89  | Кетова Анастасия Степановна                  | 14.12.1918 — 04.01.1999 | Заведующая фельдшерско-акушерским пунктом Монастырщинского района Смоленской области | 04.02.1969      | [ ГС 76 ]  |
| 90  | Кетоев Борис Николаевич                      | 17.09.1923 — 14.07.2015 | Звеньевой колхоза имени Сталина Пригородного района Северо-Осетинской АССР | 09.03.1948      | [ ГС 77 ]  |
| 91  | Кечекмадзе Шота Арсенович                    | 1908 — ????             | Старший агроном Насакиральского совхоза Министерства сельского хозяйства СССР, Махарадзевский район Грузинской ССР | 05.07.1949      | [ ГС 78 ]  |
| 92  | Кешоков Алим Пшемахович                      | 22.07.1914 — 29.01.2001 | Писатель, общественный деятель, народный поэт Кабардино-Балкарской АССР | 11.06.1990      | [ ГС 79 ]  |
| 93  | Киба Людмила Федотовна                       | род. 21.11.1926         | Звеньевая зернового совхоза «Криворожский» Министерства совхозов СССР, Апостоловский район Днепропетровской области | 16.04.1949      |            |
| 94  | Кибалюк Иван Петрович                        | 25.09.1927 — 07.07.2004 | Бригадир комплексной строительно-монтажной бригады Камчатского домостроительного комбината Министерства строительства СССР в районах Дальнего Востока и Забайкалья, гор. Петропавловск-Камчатский                                                                           | 05.06.1980      | [ ГС 80 ]  |
| 95  | Кибасаров Сатекбай                           | 1890 — ????             | Старший чабан колхоза «Шаруашылык» Таласского района Джамбулской области | 12.07.1949      | [ ГС 81 ]  |
| 96  | Кибкало Александра Моисеевна                 | 20.07.1939 — 03.04.2017 | Комбайнёр совхоза «Родинский» Родинского района Алтайского края | 11.12.1972      | [ ГС 82 ]  |
| 97  | Кива Василий Кузьмич                         | 1911 — ????             | Комбайнёр колхоза «Правда» Золотоношского района Черкасской области | 23.06.1966      |            |
| 98  | Киенис Эдгарс Янович                         | 05.04.1930 — 14.03.2017 | Свинарь совхоза «Вайноде» Лиепайского района Латвийской ССР | 08.04.1971      | [ ГС 83 ]  |
| 99  | Кижакин Андрей Николаевич                    | 10.01.1915 — ????       | Комбайнёр мясного совхоза «Убаганский» Министерства совхозов СССР, Карасуский район Кустанайской области | 13.09.1951      | [ ГС 84 ]  |
| 100 | Кижнерова Зинаида Петровна                   | 29.11.1941 — 20.01.2017 | Ткачиха Светлогорского производственного объединения «Химволокно» имени 60-летия Великого Октября Всесоюзного государственного хозрасчётного объединения промышленности химических волокон (Союзхимволокно) Министерства химической промышленности СССР, Гомельская область | 06.01.1986      | [ ГС 85 ]  |
| 101 | Кизеева Мария Константиновна                 | 06.07.1922 — 07.10.2004 | Звеньевая колхоза «Заветы Ильича» Канского района Красноярского края | 07.01.1948      | [ ГС 86 ]  |
| 102 | Кизелене Гражина Антановна                   | род. 1934               | Ткачиха фабрики шерстяных тканей «Дробе» Литовского совнархоза, гор. Каунас | 01.10.1965      |            |
| 103 | Кизим Василий Кириллович                     | род. 1921               | Токарь 8-го Государственного подшипникового завода Министерства автомобильной промышленности СССР, гор. Харьков | 22.08.1966      | [ ГС 87 ]  |
| 104 | Кизима Василий Трофимович                    | род. 05.01.1932         | Начальник управления строительства Чернобыльской атомной электростанции Министерства энергетики и электрификации СССР, Киевская область | 14.09.1984      | [ ГС 88 ]  |
| 105 | Кизима Иван Григорьевич                      | род. 10.03.1933         | Бригадир колхоза имени Чкалова Ставищенского района Киевской области | 23.06.1966      | [ ГС 89 ]  |
| 106 | Кизирия Циала Георгиевна                     | 1927 — ????             | Колхозница колхоза имени Орджоникидзе Махарадзевского района Грузинской ССР | 23.07.1951      | [ ГС 90 ]  |
| 107 | Кизлык Тимофей Филимонович                   | 20.02.1921 — 26.03.1987 | Бригадир тракторной бригады колхоза имени Димитрова Уманского района Черкасской области | 08.04.1971      | [ ГС 91 ]  |
| 108 | Киивит Арно Петрович                         | 17.10.1934 — нет данных | Бригадир горнорабочих очистного забоя шахты № 4 треста «Эстонсланец» Министерства угольной промышленности СССР, гор. Кохтла-Ярве Эстонской ССР | 20.02.1974      | [ ГС 92 ]  |
| 109 | Кийизбаев Тообай                             | 1900 — 13.03.1989       | Старший табунщик колхоза «Беишеке» Кеминского района Фрунзенской области | 15.09.1948      | [ ГС 93 ]  |
| 110 | Кикалашвили Пётр Арчилович                   | 1922 — ????             | Звеньевой колхоза «Имеди» Орджоникидзевского района Грузинской ССР | 09.08.1949      | [ ГС 94 ]  |
| 111 | Кикилашвили Александр Николаевич             | 1905 — ????             | Звеньевой колхоза имени Чарквиани Сигнахского района Грузинской ССР | 03.05.1949      | [ ГС 95 ]  |
| 112 | Кикнадзе Григорий Семёнович                  | 14.02.1897 — 24.03.1978 | Начальник Закавказской железной дороги, Грузинская ССР | 05.11.1943      | [ ГС 96 ]  |
| 113 | Кикнадзе Давид Михайлович                    | 1907 — ????             | Бригадир колхоза имени Сталина Орджоникидзевского района Грузинской ССР | 09.08.1949      | [ ГС 97 ]  |
| 114 | Кикнадзе Евлапи Тариеловна                   | 1893 — ????             | Звеньевая колхоза имени Сталина Орджоникидзевского района Грузинской ССР | 09.08.1949      | [ ГС 98 ]  |
| 115 | Кикнадзе Зураб Васильевич                    | 28.06.1912 — ????       | Секретарь Орджоникидзевского районного комитета Компартии (большевиков) Грузии | 09.08.1949      | [ ГС 99 ]  |
| 116 | Кикнадзе Матико Мелитоновна                  | 1911 — ????             | Звеньевая колхоза «Цители схиви» Сагандзилского сельсовета Орджоникидзевского района Грузинской ССР | 09.08.1949      | [ ГС 100 ] |
| 117 | Кикодзе Семён Леонидович                     | 1892 — 12.09.1977       | Главный врач городской дезинфекционной станции, гор. Тбилиси Грузинской ССР | 04.02.1969      | [ ГС 101 ] |
| 118 | Килава Леонтий Ноевич                        | 1922 — ????             | Звеньевой колхоза имени Молотова Цаленджихского района Грузинской ССР | 21.02.1948      | [ ГС 102 ] |
| 119 | Киладзе Жона Ясоновна                        | 1913 — ????             | Колхозница колхоза имени Берия Ланчхутского района Грузинской ССР | 29.08.1949      | [ ГС 103 ] |
| 120 | Киладзе Кетеван Филипповна                   | 1927 — ????             | Колхозница колхоза имени Берия Ланчхутского района Грузинской ССР | 29.08.1949      | [ ГС 104 ] |
| 121 | Киладзе Ламара Самсоновна                    | род. 1932               | Колхозница колхоза имени Чарквиани Махарадзевского района Грузинской ССР | 01.09.1951      | [ ГС 105 ] |
| 122 | Киладзе Нора Филипповна                      | 1929 — ????             | Колхозница колхоза имени Берия Ланчхутского района Грузинской ССР | 05.07.1951      | [ ГС 106 ] |
| 123 | Киласония Валентина Петровна                 | 1929 — ????             | Колхозница колхоза имени Куйбышева Гегечкорского района Грузинской ССР | 19.07.1950      | [ ГС 107 ] |
| 124 | Киласония Ираклий Тариелович                 | 1906 — ????             | Звеньевой колхоза имени Дзержинского Лагодехского района Грузинской ССР | 03.05.1949      | [ ГС 108 ] |
| 125 | Килижеков Григорий Петрович                  | 1877 — 09.08.1959       | Старший табунщик колхоза «10-й Октябрь» Боградского района Хакасской автономной области | 23.07.1948      | [ ГС 109 ] |
| 126 | Килыбаев Самидун                             | 1930 — 14.09.2008       | Старший чабан совхоза «Дегерес» Джамбулского района Алма-Атинской области | 22.03.1966      | [ ГС 110 ] |
| 127 | Кильдишева Клавдия Сергеевна                 | 06.03.1917 — 02.05.1994 | Заместитель главного конструктора Московского машиностроительного завода «Скорость» по научно-исследовательским работам Министерства авиационной промышленности СССР, гор. Москва                                                                                           | 23.06.1981      | [ ГС 111 ] |
| 128 | Ким Александр Иванович                       | 22.08.1928 — ????       | Звеньевой колхоза имени Свердлова Верхне-Чирчикского района Ташкентской области | 17.07.1951      | [ ГС 112 ] |
| 129 | Ким Алексей                                  | 08.08.1924 — 16.11.2004 | Звеньевой колхоза имени Свердлова Верхне-Чирчикского района Ташкентской области | 17.07.1951      | [ ГС 113 ] |
| 130 | Ким Анатолий                                 | 28.12.1918 — 01.1982    | Бригадир колхоза имени Димитрова Нижне-Чирчикского района Ташкентской области | 22.05.1951      | [ ГС 114 ] |
| 131 | Ким Василий                                  | 1917 — ????             | Звеньевой колхоза «Новый путь» Нижне-Чирчикского района Ташкентской области | 17.07.1951      | [ ГС 115 ] |
| 132 | Ким Василий Михайлович                       | 25.09.1918 — 11.05.1983 | Звеньевой колхоза «Правда» Верхне-Чирчикского района Ташкентской области | 17.07.1951      | [ ГС 116 ] |
| 133 | Ким Ге-Сун                                   | 25.09.1913 — 28.09.1969 | Бригадир колхоза имени Свердлова Верхне-Чирчикского района Ташкентской области | 22.05.1951      | [ ГС 117 ] |
| 134 | Ким Гым Сон                                  | 1909 — ????             | Звеньевой колхоза имени Будённого Нижне-Чирчикского района Ташкентской области | 18.05.1949      | [ ГС 118 ] |
| 135 | Ким Дмитрий Александрович                    | 02.02.1918 — 18.11.1985 | Председатель колхоза имени Свердлова Верхне-Чирчикского района Ташкентской области | 22.05.1951      | [ ГС 119 ] |
| 136 | Ким Дон-Гук                                  | 12.01.1914 — 23.05.1992 | Бригадир колхоза имени Свердлова Верхне-Чирчикского района Ташкентской области | 22.05.1951      | [ ГС 120 ] |
| 137 | Ким Дян-Дык                                  | 26.02.1909 — 07.1982    | Председатель колхоза «МОПР» Каратальского района Талды-Курганской области | 28.03.1948      | [ ГС 121 ] |
| 138 | Ким Екатерина Георгиевна                     | 15.01.1930 — 19.06.2019 | Звеньевая колхоза имени Свердлова Верхне-Чирчикского района Ташкентской области | 21.12.1953      | [ ГС 122 ] |
| 139 | Ким Ен-Сун (Ким Лидия Петровна)              | 16.06.1926 — 15.01.2009 | Звеньевая колхоза имени Ворошилова Каратальского района Талды-Курганской области | 28.03.1948      | [ ГС 123 ] |
| 140 | Ким Ен-Так                                   | 1910 — ????             | Звеньевой колхоза «Правда» Верхне-Чирчикского района Ташкентской области | 17.07.1951      | [ ГС 124 ] |
| 141 | Ким Ен-Хван                                  | 25.10.1925 — 29.09.1982 | Звеньевой колхоза имени Микояна Нижне-Чирчикского района Ташкентской области | 17.07.1951      | [ ГС 125 ] |
| 142 | Ким Ик-Се                                    | 1890 — 27.12.1976       | Звеньевой колхоза «Авангард» Чиилийского района Кзыл-Ординской области | 20.05.1949      | [ ГС 126 ] |
| 143 | Ким Илья                                     | 04.03.1928 — 20.07.2000 | Звеньевой колхоза имени Будённого Нижне-Чирчикского района Ташкентской области | 18.05.1949      | [ ГС 127 ] |
| 144 | Ким Илья                                     | 17.09.1917 — 08.06.1998 | Звеньевой колхоза имени Микояна Нижне-Чирчикского района Ташкентской области | 17.07.1951      | [ ГС 128 ] |
| 145 | Ким Ин-Бем                                   | 1919 — ????             | Звеньевой колхоза имени Димитрова Нижне-Чирчикского района Ташкентской области | 17.07.1951      | [ ГС 129 ] |
| 146 | Ким Иннокентий Александрович                 | 26.06.1920 — 19.05.2004 | Бригадир колхоза имени Свердлова Верхне-Чирчикского района Ташкентской области | 22.05.1951      | [ ГС 130 ] |
| 147 | Ким Ман-Сам                                  | 1883 — 08.1964          | Звеньевой колхоза «Авангард» Чиилийского района Кзыл-Ординской области | 20.05.1949      | [ ГС 131 ] |
| 148 | Ким Нам-Гук                                  | 04.02.1916 — 05.09.1995 | Звеньевой колхоза имени Свердлова Верхне-Чирчикского района Ташкентской области | 22.05.1951      | [ ГС 132 ] |
| 149 | Ким Николай                                  | 12.08.1908 — 07.02.1997 | Бригадир колхоза «Полярная звезда» Средне-Чирчикского района Ташкентской области | 18.09.1950      | [ ГС 133 ] |
| 150 | Ким Николай Васильевич                       | 02.12.1904 — 20.07.1988 | Директор совхоза имени Аль-Хорезми Янгиарыкского района Хорезмской области | 10.12.1973      | [ ГС 134 ] |
| 151 | Ким Пен Чер                                  | 17.12.1916 — 17.12.1976 | Старший конюх колхоза «Правда» Верхне-Чирчикского района Ташкентской области | 21.07.1949      | [ ГС 135 ] |
| 152 | Ким Пенгир                                   | 1899—1978               | Звеньевой колхоза «Полярная звезда» Средне-Чирчикского района Ташкентской области | 18.05.1949      | [ ГС 136 ] |
| 153 | Ким Пендю                                    | 1898 — ????             | Колхозник колхоза «Полярная звезда» Средне-Чирчикского района Ташкентской области | 13.06.1950      | [ ГС 137 ] |
| 154 | Ким Пётр Сергеевич                           | 15.09.1910 — 16.11.1979 | Старший агроном Уштобинской МТС Талды-Курганской области | 28.03.1948      | [ ГС 138 ] |
| 155 | Ким Сан Бок                                  | 22.12.1927 — ?          | Звеньевой колхоза «Звезда» Нижне-Чирчикского района Ташкентской области | 21.12.1953      | [ ГС 139 ] |
| 156 | Ким Сенсу                                    | 1900 — ????             | Бригадир колхоза «Полярная звезда» Средне-Чирчикского района Ташкентской области | 07.05.1951      | [ ГС 140 ] |
| 157 | Ким Трофим                                   | 25.02.1928 — ????       | Звеньевой колхоза имени Микояна Нижне-Чирчикского района Ташкентской области | 22.05.1951      | [ ГС 141 ] |
| 158 | Ким Фёдор Дорофеевич                         | 1906—1961               | Звеньевой колхоза имени Свердлова Верхне-Чирчикского района Ташкентской области | 22.05.1951      | [ ГС 142 ] |
| 159 | Ким Хак-Гю                                   | 1889—1966               | Колхозник колхоза «Гигант» Чиилийского района Кзыл-Ординской области | 21.06.1950      | [ ГС 143 ] |
| 160 | Ким Хак-Сен                                  | 15.05.1923 — ????       | Звеньевой колхоза имени Димитрова Нижне-Чирчикского района Ташкентской области | 17.07.1951      | [ ГС 144 ] |
| 161 | Ким Хан-Гу                                   | 09.07.1882 — 20.08.1967 | Звеньевой колхоза «Авангард» Чиилийского района Кзыл-Ординской области | 20.05.1949      | [ ГС 145 ] |
| 162 | Ким Хен-Су                                   | 14.06.1921 — 10.11.1989 | Звеньевой колхоза имени Свердлова Верхне-Чирчикского района Ташкентской области | 22.05.1951      | [ ГС 146 ] |
| 163 | Ким Хи-Хак                                   | 14.11.1908 — 18.04.1978 | Колхозник колхоза «Гигант» Чиилийского района Кзыл-Ординской области | 21.06.1950      | [ ГС 147 ] |
| 164 | Ким Хон-Бин                                  | 15.12.1902 — 09.08.1985 | Председатель колхоза «Авангард» Чиилийского района Кзыл-Ординской области | 20.05.1949      | [ ГС 148 ] |
| 165 | Ким Хон-Себ                                  | 18.11.1906 — 19.06.1966 | Бригадир полеводческой бригады колхоза «Дальний Восток» Каратальского района Талды-Курганской области | 28.03.1948      | [ ГС 149 ] |
| 166 | Ким Чан-Бем                                  | 1904 — 31.01.1974       | Бригадир полеводческой бригады колхоза имени Горького Каратальского района Талды-Курганской области | 28.03.1948      | [ ГС 150 ] |
| 167 | Ким Чан-Ден                                  | 1897—1962               | Звеньевой колхоза «Авангард» Чиилийского района Кзыл-Ординской области | 20.05.1949      | [ ГС 151 ] |
| 168 | Ким Чан-Ен                                   | 26.10.1914 — 14.01.1970 | Звеньевой колхоза имени Димитрова Нижне-Чирчикского района Ташкентской области | 17.07.1951      | [ ГС 152 ] |
| 169 | Ким Чансе                                    | 12.09.1914 — 12.09.1990 | Агроном колхоза «Полярная звезда» Средне-Чирчикского района Ташкентской области | 07.05.1951      | [ ГС 153 ] |
| 170 | Ким Чен-Сек                                  | 19.05.1923 — 11.09.1978 | Звеньевой колхоза имени Микояна Нижне-Чирчикского района Ташкентской области | 17.07.1951      | [ ГС 154 ] |
| 171 | Ким Чун-Ман                                  | 10.05.1898 — 1972       | Колхозник колхоза «Гигант» Чиилийского района Кзыл-Ординской области | 21.06.1950      | [ ГС 155 ] |
| 172 | Ким Ян-Хван                                  | 1884—1953               | Звеньевой колхоза имени Энгельса Нижне-Чирчикского района Ташкентской области | 17.07.1951      | [ ГС 156 ] |
| 173 | Кимбин Владимир Владимирович                 | 29.05.1939 — 27.08.2022 | Бригадир судосборщиков Омского судоремонтно-судостроительного завода имени 60-летия Октября Иртышского речного пароходства Министерства речного флота РСФСР | 06.02.1986      | [ ГС 157 ] |
| 174 | Кимициди Лазарь Димитриевич                  | род. 1927               | Звеньевой колхоза имени Ворошилова Дагвинского сельсовета Кобулетского района Аджарской АССР | 29.08.1949      | [ ГС 158 ] |
| 175 | Кимстач Александр Карлович                   | 03.09.1908 — 11.10.1982 | Начальник Северо-Кавказской железной дороги, гор. Ростов-на-Дону | 04.08.1966      | [ ГС 159 ] |
| 176 | Кимстач Евгений Иванович                     | 05.08.1931 — 27.01.2013 | Председатель колхоза имени Сильницкого Полоцкого района Витебской области | 16.03.1981      | [ ГС 160 ] |
| 177 | Киндратек Юрий Илашевич                      | 1912—1958               | Начальник участка Кутской сплавной конторы Глыбокского района Черновицкой области | 05.10.1957      | [ ГС 161 ] |
| 178 | Кинебас Михаил Трофимович                    | 26.12.1927 — 23.05.1991 | Сталевар металлургического завода «Запорожсталь» имени Орджоникидзе Министерства чёрной металлургии Украинской ССР, гор. Запорожье | 22.03.1966      | [ ГС 162 ] |
| 179 | Кинжаев Эргашбай                             | 1928 — ????             | Бригадир колхоза имени Кирова Туракурганского района Наманганской области | 20.02.1978      | [ ГС 163 ] |
| 180 | Кинжибаев Карим Шахназарович                 | 15.09.1924 — 30.03.1994 | Бригадир колхоза «Актив» Наримановского района Астраханской области | 30.04.1966      |            |
| 181 | Киосев Владимир Иванович                     | 01.10.1919 — 16.11.2006 | Начальник службы пути, зданий и сооружений Кировской железной дороги, Карельская АССР | 01.08.1959      | [ ГС 164 ] |
| 182 | Кипень Василий Афанасьевич                   | 07.08.1922 — 02.08.2001 | Слесарь Кременчугского автомобильного завода имени 50-летия Советской Украины Министерства автомобильной промышленности СССР, Полтавская область | 05.04.1971      | [ ГС 165 ] |
| 183 | Кипиани Автандил Викентьевич                 | род. 1928               | Звеньевой колхоза имени Кирова Болнисского района Грузинской ССР | 03.07.1950      |            |
| 184 | Киптев Павел Ефимович                        | 29.06.1916 — 25.07.1991 | Бригадир гурта крупного рогатого скота колхоза имени 17-й партконференции Кировского района Черкесской автономной области | 02.10.1950      | [ ГС 166 ] |

| Навигационная таблица | Навигационная таблица |
| --------------------- | --------------------- |
| «К»                   | Кабаидзе — Капычина   |
| «К»                   | Кара — Каюшкина       |
| «К»                   | Квакуша — Киптев      |
| «К»                   | Киракосян — Князькин  |
| «К»                   | Кобаидзе — Колядо     |
| «К»                   | Команов — Корякина    |
| «К»                   | Косарев — Коюнлиев    |
| «К»                   | Кравец — Ксоврели     |
| «К»                   | Куандыков — Кулян     |
| «К»                   | Кумаков — Кяяник      |